# David Browning
David Browning (Boston, Estados Unidos, 5 de junio de 1931-Rantoul (Kansas), 13 de marzo de 1956) fue un clavadista o saltador de trampolín estadounidense especializado en trampolín de 3 metros, donde consiguió ser campeón olímpico en 1952.

## Carrera deportiva
En los Juegos Olímpicos de 1952 celebrados en Helsinki (Finlandia) ganó la medalla de oro en los saltos desde el trampolín de 3 metros, con una puntuación de 205 puntos, por delante de sus compatriotas estadounidenses Miller Anderson y Bob Clotworthy.